# فیلیپ تیس
فیلیپ تیس (تلفظ می‌شود [fi.lip tis]؛ ۸ اکتبر ۱۸۸۹–۱۶ ژانویهٔ ۱۹۷۱) دوچرخه‌سوار بلژیکی بود که سه بار برندهٔ تور دو فرانس شد.

## فعالیت حرفه‌ای
تیس در سال ۱۹۱۰ برندهٔ نخستین دورهٔ مسابقات قهرمانی سیکلوکراس بلژیک شد. در سال بعد، او در چند مسابقه پیروز شد و پس از حرفه‌ای شدن، اجازهٔ حضور در تور دو فرانس را به دست آورد.
تیس علی‌رغم شکستن پنجهٔ دوچرخه و یافتن دوچرخه‌سازی برای تعمیر آن، در تور دو فرانس ۱۹۱۳ قهرمان شد. او به خاطر تعمیر دوچرخه، ۱۰ دقیقه جریمه شد؛ ولی با فاصلهٔ کمتر از ۹ دقیقه به قهرمانی دست یافت.
در تور ۱۹۱۴ تیس برندهٔ مرحلهٔ نخست شد و علی‌رغم جریمهٔ ۳۰ دقیقه‌ای به دلیل تغییر غیرمجاز چرخ در مرحلهٔ ماقبل آخر، رهبری تور را تا پایان در دست داشت. او با فاصلهٔ کمتر از دو دقیقه از آنری پلیسیه برندهٔ تور شد. حضور تماشاچیان فرانسوی در کنار مسیر مرحلهٔ آخر که انتظار پیروزی هم‌وطنشان در برابر رکابزن بلژیکی را داشتند، باعث شد که او فرصتی برای فرار نیابد. پلیسیه برندهٔ مرحلهٔ آخر شد، ولی تیس همزمان با او از خط پایان گذشت.
تیس در سال ۱۹۱۷ برندهٔ تور پاریس-تور و تور لمباردی شد. در سال ۱۹۱۸ نیز در آخرین دورهٔ مسابقهٔ پاریس-تور برنده شد. پس از جنگ جهانی اول، تیس در سال ۱۹۲۰ برای سومین بار برندهٔ تور دو فرانس شد. او از مرحلهٔ دوم، رهبری تور را به دست گرفت.
۳۵ سال طول کشید تا رکابزن دیگری به رکورد تیس دست یابد. در سال ۱۹۵۵، لویزون بوبه به رکورد تیس رسید و در سال ۱۹۶۳، ژاک آنکتیل با پیروزی در تور برای چهارمین بار، رکورد او را شکست. تیس در تور ۱۹۲۲ نیز شرکت کرد و در ۵ مرحله پیروز شد. همچنین در تور ۱۹۲۴ در دو مرحله به پیروزی رسید.
تیس جزء دوچرخه‌سوارانی بود که فعالیت حرفه‌ای آنان به وسیلهٔ جنگ جهانی اول مختل شد. او پس از بازنشستگی ادعا کرد که مربیش از او درخواست کرده‌است که پیراهنی طلایی را به عنوان رهبر تور بر تن کند. البته عموماً چنین امتیازی به اوژن کریستوف نسبت داده می‌شود.

## دستاوردها

### نتیجه در گرندتورها
|                 | ۱۹۱۲    | ۱۹۱۳    | ۱۹۱۴    | ۱۹۱۵    | ۱۹۱۶    | ۱۹۱۷    | ۱۹۱۸    | ۱۹۱۹     | ۱۹۲۰    | ۱۹۲۱     | ۱۹۲۲    | ۱۹۲۳     | ۱۹۲۴    | ۱۹۲۵     |
| جیرو            | نرفت    | نرفت    | نرفت    | ناموجود | ناموجود | ناموجود | ناموجود | نرفت     | نرفت    | نرفت     | نرفت    | نرفت     | نرفت    | نرفت     |
| پیروزی در مراحل | —       | —       | —       | ناموجود | ناموجود | ناموجود | ناموجود | —        | —       | —        | —       | —        | —       | —        |
| تور             | ۶       | ۱       | ۱       | ناموجود | ناموجود | ناموجود | ناموجود | ناتمام-۱ | ۱       | ناتمام-۲ | ۱۴      | ناتمام-۹ | ۱۱      | ناتمام-۹ |
| پیروزی در مراحل | ۰       | ۱       | ۱       | ناموجود | ناموجود | ناموجود | ناموجود | ۰        | ۴       | ۰        | ۵       | ۰        | ۲       | ۰        |
| ووئلتا          | ناموجود | ناموجود | ناموجود | ناموجود | ناموجود | ناموجود | ناموجود | ناموجود  | ناموجود | ناموجود  | ناموجود | ناموجود  | ناموجود | ناموجود  |
| پیروزی در مراحل | ناموجود | ناموجود | ناموجود | ناموجود | ناموجود | ناموجود | ناموجود | ناموجود  | ناموجود | ناموجود  | ناموجود | ناموجود  | ناموجود | ناموجود  |

| ۱        | برنده                               |
| ۲–۳      | سه نفر اول                          |
| ۴–۱۰     | ده نفر اول                          |
| ۱۱–      | گذر از خط پایان                     |
| نرفت     | در مسابقه شرکت نکرد                 |
| ناتمام-x | به پایان نرساند (انصراف در مرحله x) |
| DNS-x    | آغاز نکرد (عدم شرکت در مرحله x)     |
| اخراج    | اخراج شد                            |
| ناموجود  | مسابقه/رده‌بندی انجام نشد            |
| بی‌رتبه   | در رده‌بندی گنجانده نشد              |